# 4021-es busz
A 4021-es jelzésű autóbuszvonal egy Eger és Mezőcsát között közlekedő helyközi járat, amelyet a Volánbusz Zrt. üzemeltet munkanapokon, Mezőkövesden és Mezőkeresztesen keresztül.

## Útvonala
Eger autóbusz-állomásról indul. A Gárdonyi Géza Színház felé hagyja el indulási pontját, majd a Hadnagy és Kistályai utakon indul el. Andornaktályát elhagyva a község és Mezőkövesd között található egyenes szakaszon folytatja útját. A város Mátyás király útján halad, az autóbusz-állomás érintése nélkül. A transzformátor állomás megálló felé menve éri el a 3-as főútat. Mezőnyárád településig rajta marad, majd kizárólag a Mezőcsátról induló érinti a szomszédos Mezőkeresztessel létrejött közös állomást, a Mezőkeresztes-Mezőnyárád vasútállomást. Az imént említett város a következő célpontja, majd Mezőnagymihály és Gelej, melyek után Mezőcsát található, a vonal végállomása.
Ellentétes irányban útvonala változatlan.

## Közlekedése
| Indulási helyszín | Érkezési helyszín  | Indításszáma | Közlekedése  |
| ----------------- | ------------------ | ------------ | ------------ |
| Eger, aut. áll.   | Mezőcsát, aut. vt. | 1 pár        | munkanapokon |

## Megállóhelyei
| Csak a Mezőcsát felőli érinti. |                                         |         | |
| 0                              | Eger, autóbusz-állomás végállomás       | 0.0 km  | 2, 2A, 4, 5, 5A, 6, 7, 7A, 11, 12, 14, 14E, 16, 17, 112, 914 1049, 1050, 1051, 1053, 1054, 1343, 1344, 1346, 1347, 1348, 1349, 1351, 1352, 1362, 1380, 1383, 1426, 1427, 1428, 1447, 1466, 1468, 1517 3400, 3402, 3403, 3405, 3406, 3407, 3408, 3409, 3410, 3411, 3412, 3414, 3415, 3416, 3417, 3418, 3419, 3420, 3423, 3424, 3426, 3430, 3431, 3432, 3433, 3434, 3435, 3440, 3441, 3442, 3443, 3444, 3445, 3446, 3448, 3450, 3455, 3456, 3457, 3458, 3462, 3469, 3470, 3471, 3472, 3473, 3474, 3476, 3479, 3480, 3481, 3482, 3483, 3484, 3488, 3604, 3660, 3667, 4012, 4014, 4015, 4157 |
| ∫                              | Eger, színház                           | ∫       | 2, 2A, 7, 7A, 11, 12, 14, 14E, 17, 112 1053, 1054, 1343, 1344, 1346, 1348, 1362, 1380, 1381, 1426, 1427, 1428, 1447, 1468, 1517 3402, 3408, 3410, 3411, 3414, 3419, 3420, 3423, 3424, 3426, 3430, 3431, 3433, 3434, 3435, 3436, 3440, 3441, 3442, 3443, 3444, 3445, 3448, 3667, 4011, 4014, 4015, 4018, 4022, 4157 |
| 1                              | Eger, Hadnagy utca                      | 2.0 km  | 2, 2A, 3A, 4, 5, 5A, 6, 16, 914 1343, 1344, 1346, 1380, 1381, 1426, 1427, 1428, 1447, 1468 3405, 3406, 3419, 3420, 3424, 3426, 3431, 3435, 4014, 4015, 4018, 4022 |
| 2                              | Eger, ZF Hungária Kft.                  | 3.4 km  | 4, 5 1343, 1344, 1346, 1380, 1381, 1426, 1427, 1428, 1447, 1468 3405, 3424, 3426, 3431, 3435, 4014, 4015, 4018, 4022 |
| 3                              | Eger, Erzsébet-völgy                    | 4.6 km  | 4, 5 1381, 1426, 1427, 1428 3405, 3424, 3426, 3431, 3435, 4014, 4015, 4018 |
| 4                              | Eger, Kistályai út                      | 5.4 km  | 1344, 1380, 1381, 1426, 1427, 1428, 1447, 1468 3405, 3414, 3423, 3424, 3426, 3431, 3435, 3436, 4014, 4015, 4018, 4157 |
| 5                              | Andornaktálya, iskola                   | 6.6 km  | 1343, 1344, 1346, 1380, 1381, 1426, 1427, 1428, 1447, 1468 3405, 3414, 3423, 3424, 3426, 3431, 3435, 3436, 4014, 4015, 4018, 4157 |
| 6                              | Andornaktálya, községháza               | 7.6 km  | 1344, 1381, 1426, 1427, 1428 3405, 3414, 3423, 3424, 3426, 3431, 3435, 3436, 4014, 4015, 4018, 4157 |
| 7                              | Andornaktálya, szociális otthon         | 9.0 km  | 1343, 1344, 1346, 1380, 1381, 1426, 1427, 1428, 1447, 1468 3405, 3414, 3423, 3424, 3426, 3431, 3435, 3436, 4014, 4015, 4018, 4157 |
| 8                              | Mezőkövesd, Váci Mihály utca            | 20.4 km | 1, 2 1050, 1344, 1380, 1381, 1426, 1427, 1428, 1447, 1468 3406, 3419, 4011, 4015, 4018, 4022, 4157 |
| 9                              | Mezőkövesd, Mátyás király út            | 21.7 km | 1, 2, 2B, 3 1050, 1375, 1376, 1377, 1380, 1381 3416, 3746, 3749, 4001, 4006, 4007, 4008, 4009, 4013, 4017, 4018, 4019, 4022, 4023, 4026, 4030 |
| 10                             | Mezőkövesd, Szent László tér            | 22.1 km | 1, 2, 2B, 3 1050, 1377, 1380, 1381 3416, 3746, 3749, 4001, 4006, 4007, 4008, 4009, 4013, 4017, 4018, 4019, 4022, 4023, 4026, 4030 |
| 11                             | Mezőkövesd, gimnázium                   | 22.6 km | 1, 2, 2B, 3 1050, 1375, 1376, 1377, 1380, 1381 3416, 3746, 3749, 4001, 4006, 4007, 4008, 4009, 4013, 4017, 4018, 4019, 4022, 4023, 4026, 4030 |
| 12                             | Mezőkövesd, transzformátor állomás      | 24.3 km | 1377, 1381 3746, 3749, 4001, 4006, 4007, 4008, 4009, 4022, 4026, 4030 |
| 13                             | Klementina bejárati út                  | 26.8 km | 1377, 1381 3746, 3749, 4001, 4006, 4007, 4008, 4009, 4022, 4026, 4030 |
| 14                             | Tardi elágazás                          | 28.1 km | 1377, 1381 3746, 3749, 4001, 4006, 4007, 4008, 4009, 4022, 4026, 4030 |
| 15                             | Mezőnyárád, temető                      | 31.1 km | 1050, 1377, 1381 3746, 3747, 3749, 4006, 4007, 4008, 4009, 4019, 4022, 4026, 4030 |
| ∫                              | Mezőkeresztes-Mezőnyárád vasútállomás   | ∫       | 3747, 4006, 4007, 4008, 4009, 4028, 4030 Mezőkeresztes-Mezőnyárád [80.] |
| 16                             | Mezőkeresztes, lakótelep                | 32.4 km | 3747, 4008, 4009, 4019, 4026, 4028, 4030 |
| 17                             | Mezőkeresztes, malom                    | 33.6 km | 3747, 4008, 4009, 4019, 4026, 4028, 4030 |
| 18                             | Mezőkeresztes, autóbusz-váróterem       | 34.3 km | 3747, 4008, 4009, 4019, 4026, 4028, 4030 |
| 19                             | Mezőkeresztes, templom                  | 34.8 km | 3747, 4008, 4009, 4019, 4026, 4028, 4030 |
| 20                             | Mezőkeresztes, bolt                     | 35.3 km | 3747, 4008, 4009, 4028, 4030 |
| 21                             | Mezőnagymihály, Kossuth utca 7.         | 38.0 km | 3747, 4008, 4009, 4028, 4030 |
| 22                             | Mezőnagymihály, takarékszövetkezet      | 38.6 km | 3747, 4008, 4009, 4028, 4030 |
| 23                             | Mezőnagymihály, bolt                    | 39.0 km | 3747, 4008, 4009, 4028, 4030 |
| 24                             | Mezőnagymihály, temető                  | 39.8 km | 3747, 4008, 4009, 4028, 4030 |
| 25                             | Gelej, temető                           | 43.1 km | 3747, 4008, 4009, 4028, 4030 |
| 26                             | Gelej, községháza                       | 43.6 km | 3747, 4008, 4009, 4028, 4030 |
| 27                             | Gelej, Petőfi út 56.                    | 44.5 km | 4008, 4009, 4028, 4030 |
| 28                             | Mezőcsát, vásártér                      | 53.0 km | 4008, 4009, 4028, 4030 |
| 29                             | Mezőcsát, autóbusz-váróterem végállomás | 54.5 km | 3741, 3743, 3963, 3964, 3965, 3976, 4008, 4009, 4010, 4028, 4030 |